# Alcântara (Lissabon)
Alcântara (aus dem Arabischen القنطرة, DMG al-qanṭara ‚die Brücke‘) ist eine portugiesische Gemeinde (Freguesia) im 2. Bairro der Hauptstadt Lissabon. Sie ist umgeben von den Nachbargemeinden Belém, Ajuda, Benfica, Campolide, Santo Contestável, Prazeres sowie vom Hauptstadtfluss Tejo. Die Freguesia besteht seit 1770, vorher war sie Teil der Freguesia von Ajuda.

## Geschichte
Am 25. August 1580 schlug eine Armee des spanischen Königs Philipp II. unter dem Kommando des Herzogs von Alba bei Alcântara die Truppen des portugiesischen Thronanwärters António I. Portugal geriet für sechzig Jahre unter spanische Herrschaft.

## Verkehr

### Ponte 25 de Abril

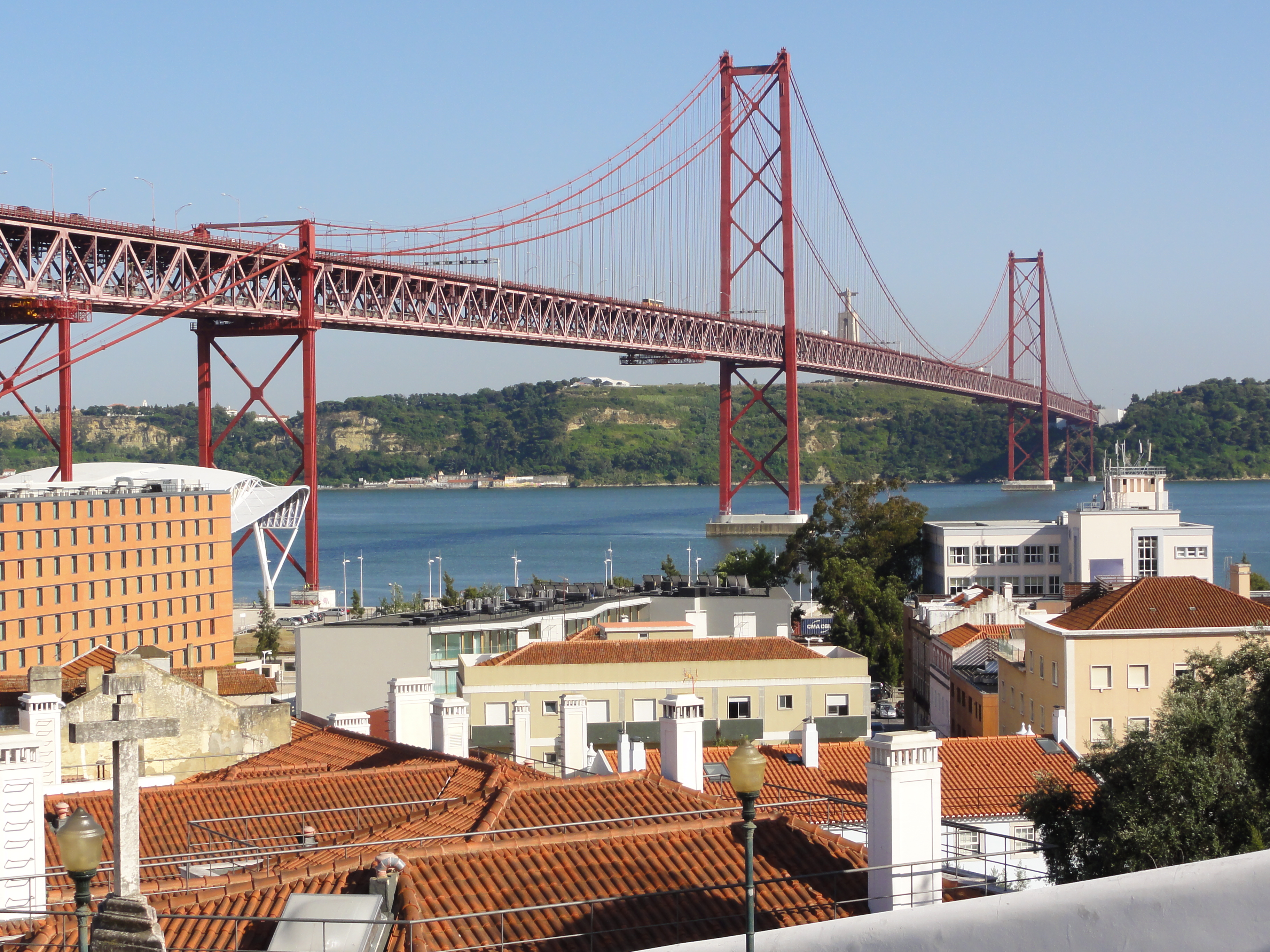
Ponte 25 de Abril in Alcântara

Die Ponte 25 de Abril verbindet als 3,2 Kilometer langer Brückenzug mit einer 2278 Meter langen Hängebrücke über den Tejo in Nord-Süd-Richtung Alcântara mit der südlich gelegenen Stadt Almada. Sie ist weltweit, nach der Tsing-Ma-Brücke, die zweitlängste Hängebrücke mit kombiniertem Straßen- und Eisenbahnverkehr. Über die Brücke führt in sechs Spuren die Autobahn A2/IP7.

### Nahverkehr
In Alcântara gibt es zwei Nahverkehrs-Bahnhöfe: Bahnhof Lissabon Alcântara-Terra (Linha de Cintura) und Bahnhof Lissabon Alcântara-Mar an der Linha de Cascais. Sie liegen etwa einen Kilometer voneinander entfernt, was ein Umsteigen zwischen dort ankommenden Zügen des Nahverkehrs erschwert. Allerdings soll im Zuge des Projekts "Nova Alcântara" ein neuer Bahnhof sowie die Optimierung des Containerterminals geplant sein – auch ein U-Bahn-Anschluss steht zur Debatte.
Zudem wird Alcântara durch die Avenida de India, der Hauptverkehrsader in Richtung Belém, Estoril und Cascais, durchquert. Zahlreiche Straßenbahn- und Buslinien bedienen Haltestellen innerhalb Alcântaras.
Noch ist das Stadtviertel nicht ans U-Bahn-Netz angeschlossen, jedoch steht eine Verlängerung der Linha Amarela der Metro Lissabon von Rato her zum Bahnhof Alcântara-Mar zur Debatte.

## LX Factory
Im Rahmen des Stadterneuerungsprojektes Alcântara XXI wurde 2005 ein ehemaliges Industrieareal, das schon seit der Mitte des 19. Jahrhunderts genutzt wurde, nach dem Wegzug des letzten Mieters von der Projektentwicklungsgesellschaft MainSide übernommen, um es unter dem Namen LX Factory zu einem „Knotenpunkt für die Kreativwirtschaft“ zu transformieren. Es siedelten sich Künstler und Unternehmen der Kreativbranche an, es entstanden Co-Working Spaces und auch touristisch interessante Cafés, Restaurants und Läden.

## Doca de Santo Amaro

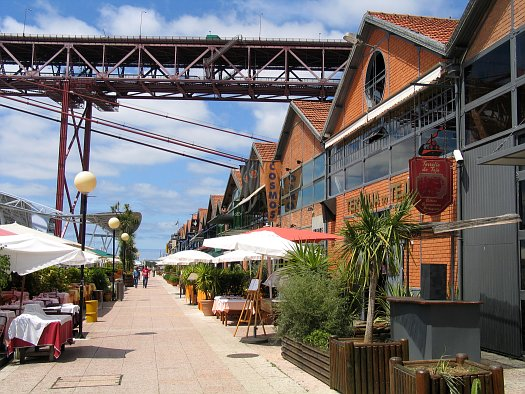
Gastronomie in den ehemaligen Docas de Santo Amaro

Am Doca de Santo Amaro befinden sich in ehemaligen und umgebauten Hafengebäuden einige Bars und Restaurants, die sich zu einem touristischen Anziehungspunkt entwickelt haben. Das Hafenbecken wird durch einen Yachthafen genutzt.

## Aqueduto das Águas Livres

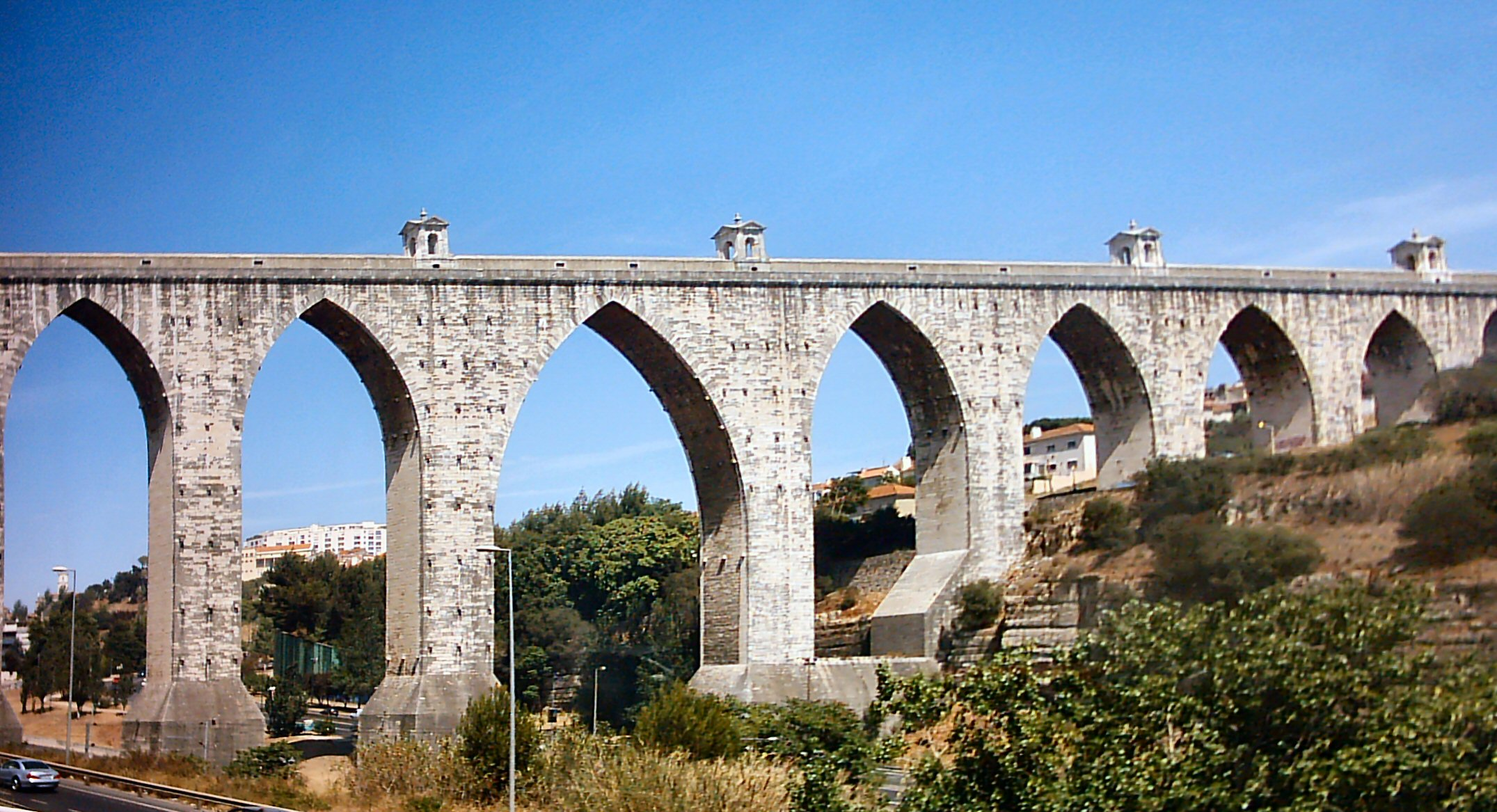
Aquädukt

Das Aquädukt aus dem 18. Jahrhundert gehört mit einer Länge von 19 km zu den weltweit größten Bauten seiner Art und erstreckt sich von Queluz über Caneças bis in den Lissabonner Stadtteil Amoreiras. Das Alcântara-Tal überspannt es in 14 gotischen Bögen. Der höchste der Bögen hat eine Höhe von 65 m und eine Breite von 28 m. 1967 wurde der Betrieb eingestellt.

## Persönlichkeiten
- Joaquim José da Graça (1825–1889), portugiesischer Militär und Kolonialverwalter